# JR貨物U19D形コンテナ
U19D形コンテナ（U19Dがたコンテナ）は、日本貨物鉄道（JR貨物）輸送用として籍を編入している12ft形の、私有コンテナ（有蓋コンテナ）である。形式の数字部位 「 19 」は、コンテナの容積を元に決定される。このコンテナ容積19 m3の算出は、厳密には端数四捨五入計算の為に、内容積18.5 m3 - 19.4 m3の間に属するコンテナが対象となる。
2005年度より製造された。また形式末尾のアルファベット一桁部位「D」は、コンテナの使用用途（主たる目的）が「特殊構造を有するコンテナ」を表す記号として付与されている。

## 特記事項
外部からの油圧ポンプ接続により、昇降式中間床（いわゆる、室内が上下に分れる）を持つ「W-DECKER」コンテナである。「コキ50000積載禁止」並びに、最大全高2.6 mのために、高さ規格外・ハローマーク = H 表記がある。

## 番台毎の概要

### 0番台
1 - 5
中央通運所有。総重量6.8t。

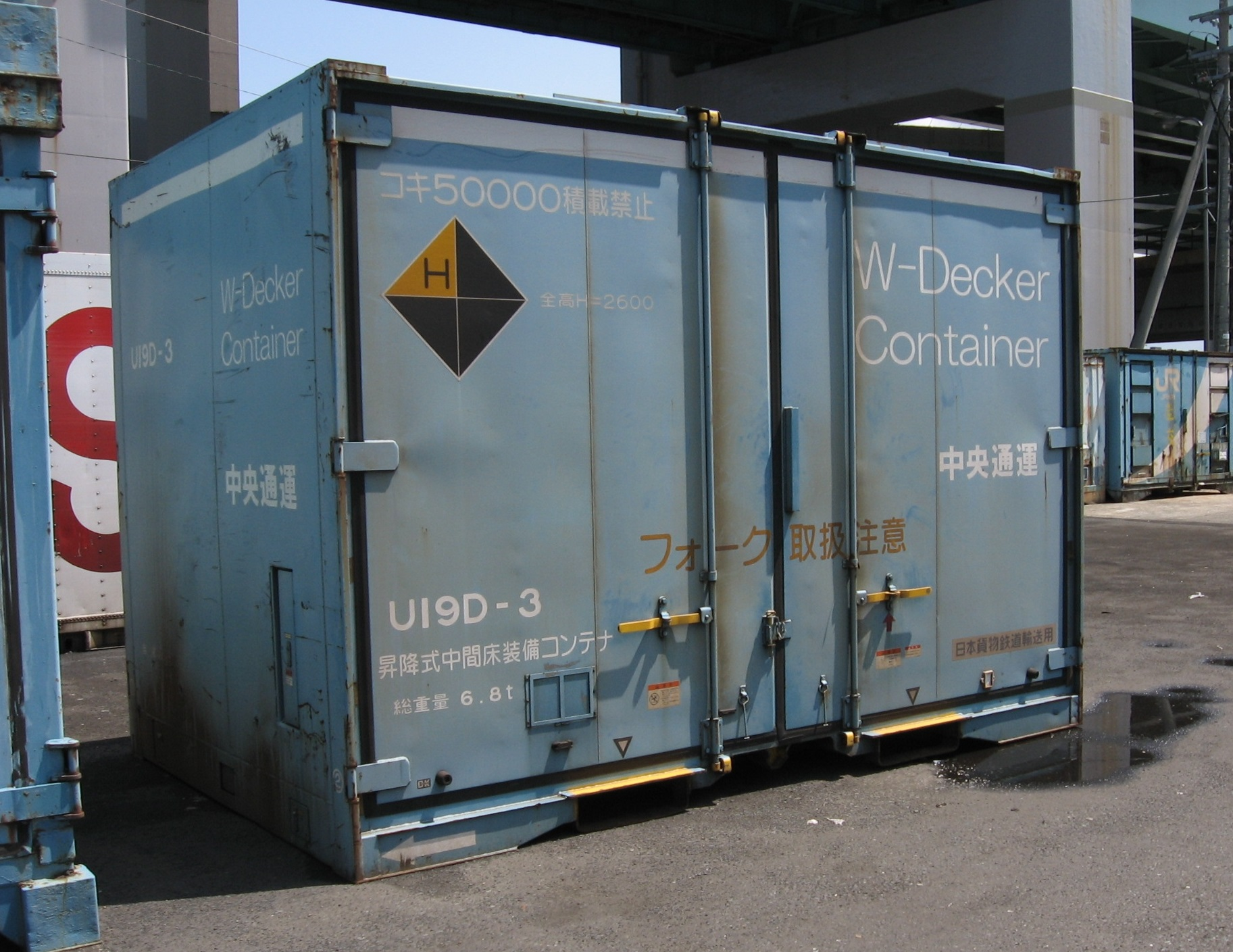
U19D-1 中央通運所有。

6 - 7
中央通運所有。HORIBA借受。総重量6.8t。

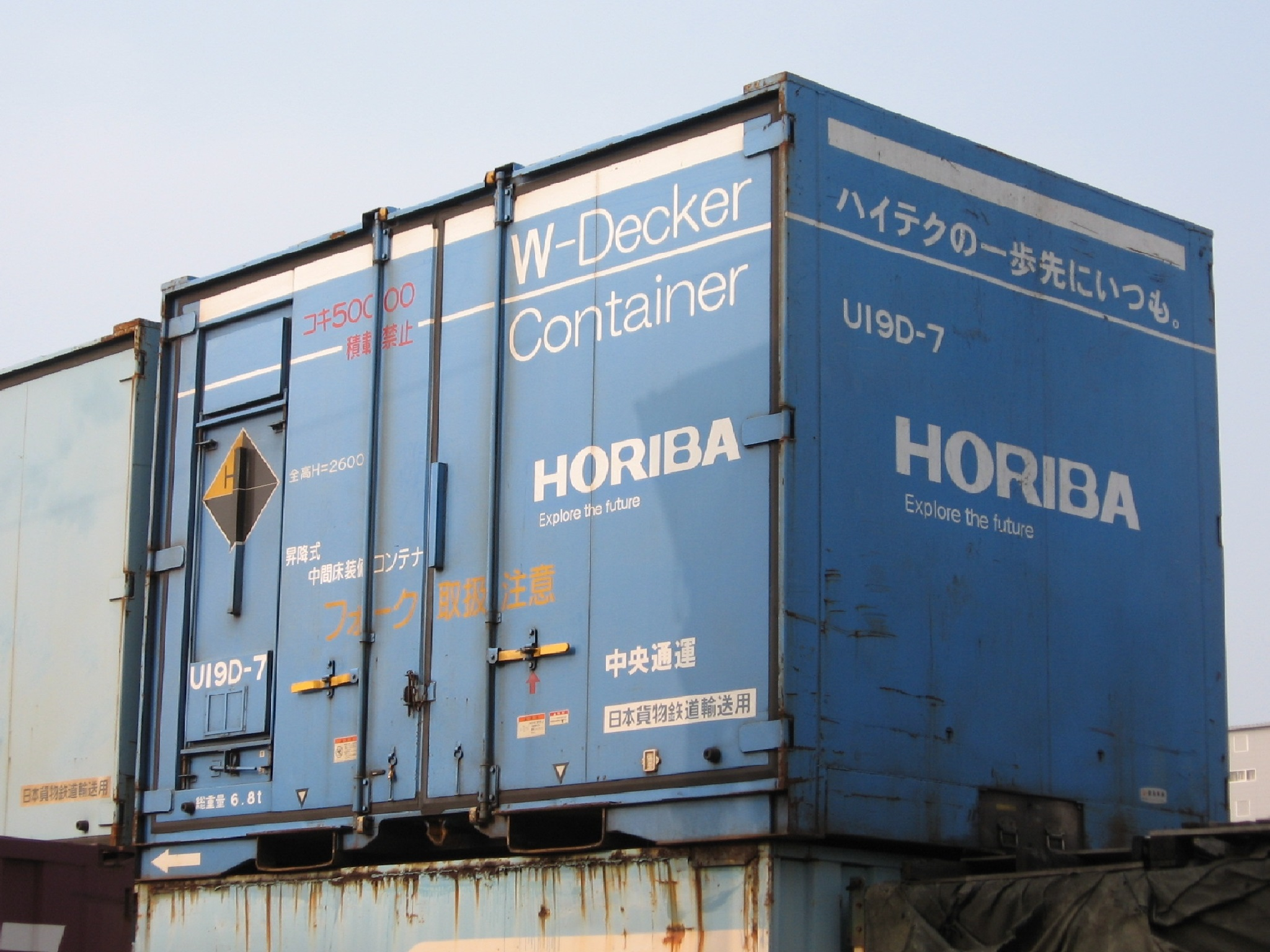
U19D-7 中央通運所有。HORIBA借受。